# Велика (Болгария)
Велика (болг. Велика) — село в Болгарии. Находится в Бургасской области, входит в общину Царево. Население составляет 91 человек (2022).

## Политическая ситуация
Велика подчиняется непосредственно общине и не имеет своего кмета.
Кмет (мэр) общины Царево — Георги Лапчев (Граждане за европейское развитие Болгарии, ГЕРБ) по результатам выборов.